# Livestation
Livestation war eine Plattform, über die Fernseh- und Radio-Programme live über das Internet übertragen und empfangen werden konnten. Sie wurde von Skinkers Ltd. entwickelt und basierte auf einer Peer-to-Peer-Technologie von Microsoft Research. Die Nutzung setzte eine kostenlose Registrierung bei Livestation voraus.

## Technik
Livestation arbeitete mit dem VC-1-Format. Im Unterschied zu anderen Diensten wie Joost, die Videos auf Abruf („on demand“) anbieten, werden Live-Streams übertragen. Der Videostream wird dabei aufgesplittet, und die Teilstreams werden unabhängig voneinander zur Übertragung auf die Peers verteilt. Aus technischer Sicht ist Livestation daher mit dem Dienst Zattoo vergleichbar.
Der Empfang von Livestation erfolgte über den gleichnamigen Player, der für Microsoft Windows, Linux und Mac OS angeboten wird. Für die Programme BBC World News und Al Jazeera English gibt es Apps für den Empfang mit dem Apple iPhone.

## Programme
Es wurden vor allem internationale Nachrichtensender verbreitet:
- BBC World News, BBC World Service Radio und BBC Arabic
- Al Jazeera auf Arabisch und Englisch
- France 24 auf Französisch, Englisch und Arabisch
- RFI-Radio auf Französisch und Chinesisch
- Al-Arabiya auf Arabisch
- Al Aan TV
- Bloomberg Television
- C-SPAN
- Deutsche Welle Fernsehen und Radio auf Deutsch, Englisch, Arabisch und Spanisch
- Euronews auf Deutsch, Französisch, Englisch, Italienisch, Spanisch, Portugiesisch, Türkisch, Russisch und Arabisch
- Independent Television News
- Russia Today auf Englisch und Arabisch
- Press TV
- NASA TV
- Democratic Voice of Burma
- UNHCR-TV
- Frontline Club
- Nour TV
- Samaa TV
- Libya TV

Nutzer konnten eigene Kanäle zum Angebot hinzufügen und wählen, ob sie nur privat oder für alle anderen Benutzer verfügbar sein sollen.
Die Sendersuche erfolgte entweder über die Website oder über die Suchfunktion im Player. Manche Livestreams waren nur in einzelnen Ländern verfügbar.
Daneben gab es ein kostenpflichtiges Programmangebot, das nur gegen Zahlung einer Gebühr genutzt werden konnte. Angeboten wurden insoweit einige Programme, die auch frei verfügbar sind. Die kostenpflichtigen Streams sollten aber zuverlässiger verfügbar sein. Zum anderen wurden Programme bereitgestellt, die sonst nicht frei empfangbar sind.
Seit April 2010 wurden bei manchen Sendern Werbeeinblendungen im Livestation Player beobachtet, die per Mausklick abgeschaltet werden konnten. Es wurde angeboten, die Einblendung gegen Entgelt ganz abzuschalten.
Seit Mai 2012 wurde Sky News für Benutzer in den USA und in Kanada über Livestation bereitgestellt.

## Weitere Dienste
Im Livestation Player stand eine Statistik-Funktion bereit, die die meistgenutzten Sender anzeigte.
Für manche Programme konnte man „alerts“ aktivieren, um Programmhinweise oder aktuelle Nachrichten einblenden zu lassen.
Über eine Chat-Funktion konnten die Nutzer über das Programm des gerade ausgewählten Kanals diskutieren. Der Chat war moderiert.

## Entwicklung
Livestation schrieb im ersten Quartal 2011 zum ersten Mal schwarze Zahlen. Vor allem im Zusammenhang mit der politischen Entwicklung im Nahen Osten (die Revolutionen in Tunesien und Ägypten sowie der Bürgerkrieg in Libyen) sei die Zahl der Nutzer sprunghaft angestiegen. Der Sender spricht in einem Blogbeitrag von einer Zunahme der Zahl der Benutzer in diesem Zeitraum um 1047 Prozent auf gut 10 Millionen Zuschauer pro Monat und führt die Entwicklung vor allem darauf zurück, dass Livestation frei über das Internet zu nutzen sei. Die beiden meistgesehenen Programme BBC World News und AlJazeera English würden auch in Nordamerika nur zögerlich in Breitbandkabelnetzen verteilt. Auch das schwere Erdbeben in Japan im März 2011 habe zu einem Zustrom von Zuschauern geführt. Auch die mobile Nutzung habe zugenommen auf mehr als 15 Millionen Zugriffen im März 2011.

## Schließung der Plattform
Ende März 2017 wurde der Dienst von Livestation ohne Vorankündigung geschlossen.